# Lange Reihe (Bremen)

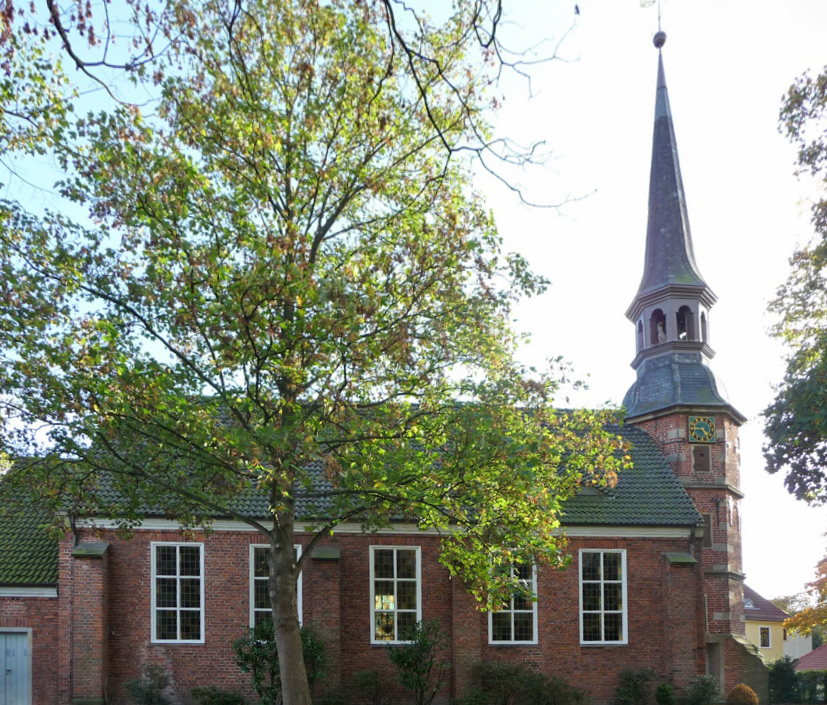
Waller Kirche

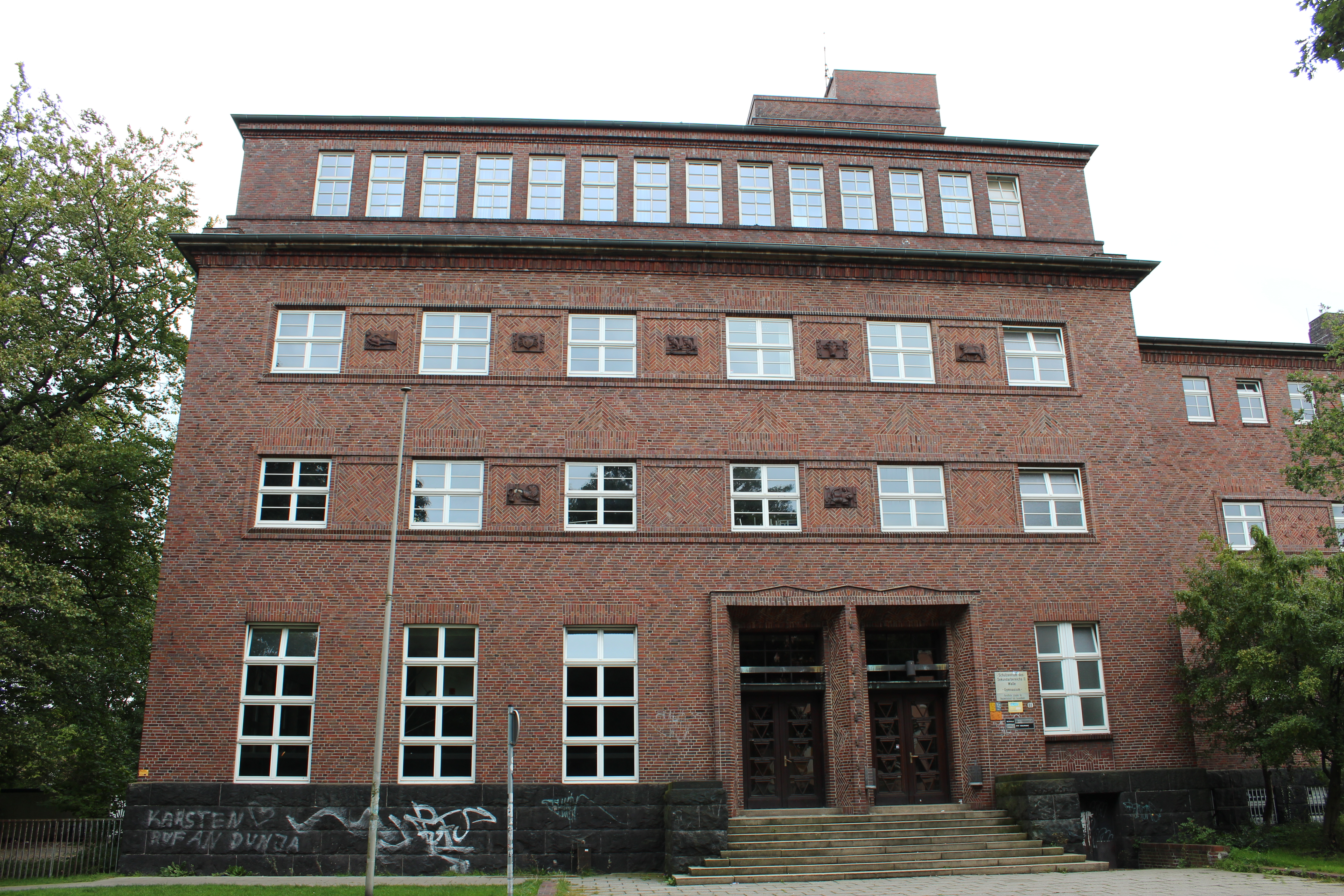
Schulgebäude Lange Reihe 81

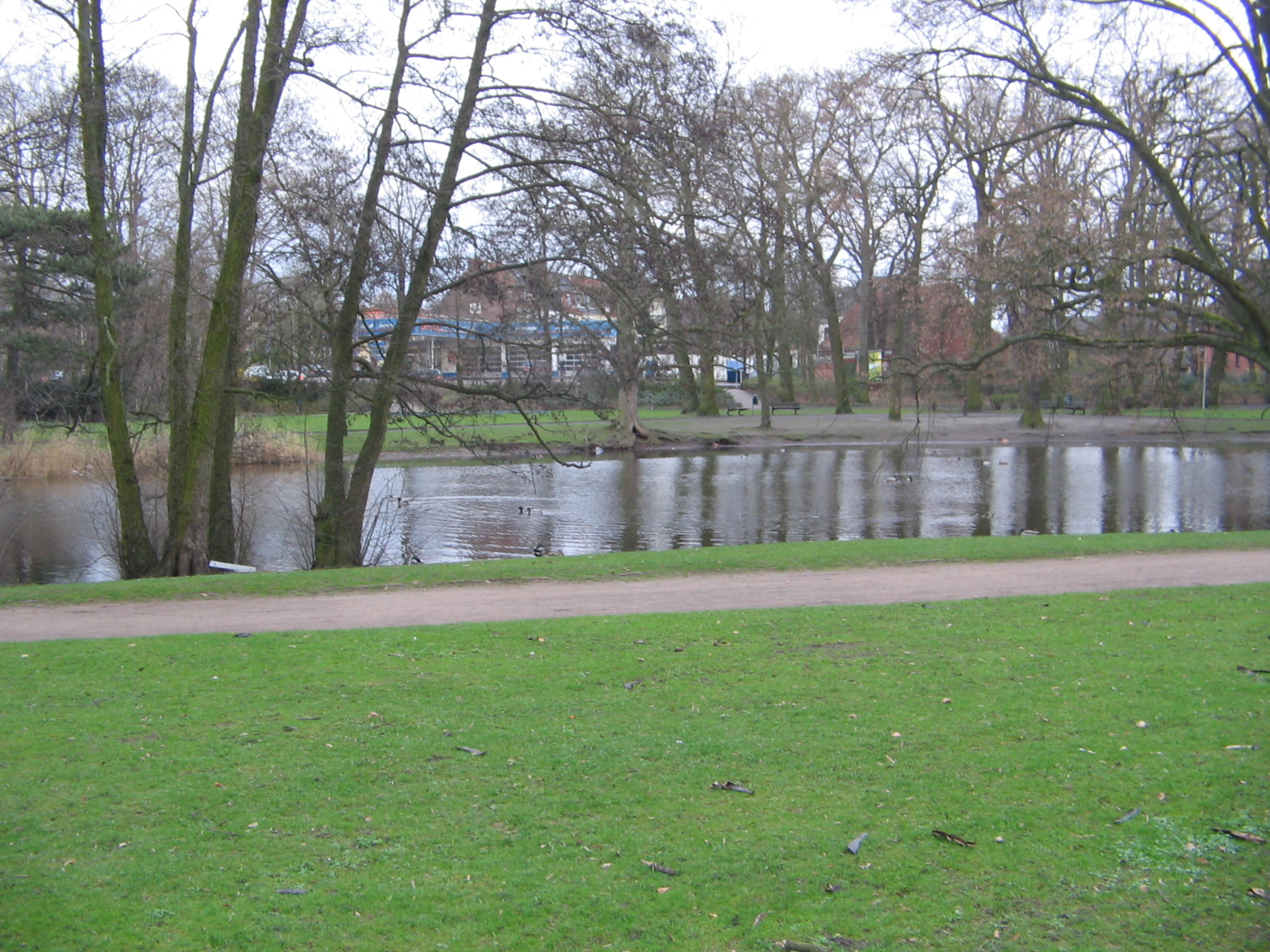
Waller Park

Die Lange Reihe ist eine historische Straße in Bremen, Stadtteil Walle, Ortsteile  Steffensweg und Walle. Sie führt in Süd-Nord-Richtung vom Steffensweg bis zur Waller Heerstraße.
Die Querstraßen wurden benannt zumeist nach Orten und Städten als Steffensweg nach Stephan, da der Ortsteil früher zum Kirchspiel St. Stephani gehörte, Waller Ring, der verbunden ist mit dem Utbremer Ring und dem Osterfeuerberger Ring, Rüstringer Str., Neuenburger Straße, Wittmunder Str., Auricher Str., Steuerbord und An der Reling nach  seemännischen Begriffen, Leerer Str., Ritter-Raschen-Straße nach dem  Ritter Christoph Ludwig Raschen, im Dreißigjährigen Krieg brandenburgischer Oberstleutnant und schwedischer Diplomat, Emder Straße, Achelisweg, Am Gut Walle, Rohdenweg; ansonsten siehe beim Link zu den Straßen.

## Geschichte

### Name
Die Lange Reihe erhielt den Namen nach der volkstümlichen Bezeichnung Lange Riege.

### Entwicklung
1139 wurde das Dorf Walle erstmals erwähnt und 1179 der Hof-Walle (nördlicher Bereich Lange Reihe) der Herren zu Walle. 1524 erfolgte der Bau der Kerke Sunte Michalis tho Walle als Waller Kirche, Lange Reihe 77. 1635 pachtete der Ritter Christoph Ludwig Raschen den Hof-Walle.
Am westlichen Ende entwickelte sich mit dem Bau des Freihafens nach 1888 der neue Ortsteil Westend. Die große Jute-Spinnerei und Weberei Bremen an der Nordstraße  beschäftigte um 1895 über 2000 Arbeiter, die hier wohnten
Die Ortsteile Steffensweg (heute um 4300 Einwohner) und Westend (heute um 6400 Einwohner) wurden deshalb  überwiegend dicht bebaute Wohngebiete. 1885 wurden Teile der Landgemeinde Walle und 1902 die weiteren Gebiete eingemeindet. Die Schule Lange Reihe 81 entstand 1929 als Lyzeum. Von 1947 bis 1974 war hier die  Pädagogische Hochschule Bremen untergebracht.
Während des Zweiten Weltkrieges wurde 1944 Walle großflächig zerstört. Der Wiederaufbau begann ab 1950.

### Verkehr
Die Straßenbahn Bremen tangiert die Straße mit der Linie 2 (Gröpelingen – Sebaldsbrück) im nördlichen Bereich.
Im Nahverkehr in Bremen tangieren die Buslinien 20 und 26 die Straße.

## Gebäude und Anlagen
An der Straße befinden sich überwiegend zwei- bis drei- und wenige viergeschossige Wohngebäude.
Bremer Baudenkmale
- Nr. 77: Evangelische Waller Kirche; 1524 gebaut als Kerke Sunte Michalis tho Walle, 1725/26 umgebaut,  1942 zerstört bis 1956 Wiederaufbau nach den Plänen von Julius Schulte-Frohlinde[1]
- Nr. 81: 4-gesch. Schule Lange Reihe 81 von 1929 nach dem Entwurf des Hochbauamtes Bremen unter Oberleitung von Oberbaurat Hans Ohnesorge und nach Plänen von Baurat Karl August Öhring und Architekt Johannes Ernst Windrath.[2] Die Schule wandelte sich von einem Lyzeum (Realschule für Mädchen), 1938 zur Oberschule für Mädchen, 1947 zur Pädagogische Hochschule Bremen, 1974 zur Oberstufe des Gymnasiums am Waller Ring und 1979 zum Schulzentrum der Sekundarstufe II bzw. Schulzentrum Walle.

Erwähnenswerte Gebäude und Anlagen
- Nr. 28: 4-gesch. Studentenwohnheim LR 28 von  2014 mit 14 Wohnungen nach Plänen von Kai Daniel Hesse[3]
- Nr. 38–42: 3. gesch. Wohnanlage der 1980er Jahre
- Nr. 44–48: Vier 3-gesch. Giebelwohnhäuser
- Nr. 69 Ecke Ritter-Raschen-Straße 63: 3-gesch. Eckhaus mit 4-gesch. Giebel
- Nr. 74–80: 2-gesch. neuere Wohnhäuser mit Erkern
- Nr. 77: 1-gesch. Bauten von nach 1950 mit Satteldächern der Evangelischen Kirchengemeinde Walle nach Plänen von Hermann Gildemeister.
- Nr. 85 bis 99: 2-gesch. Wohnhäuser mit Mittelrisalit
- Nr. 102: 2-gesch. barockisierendes Wohnhaus des Hospizes Brücke mit Giebelrisalit, Erkern und Balkonen;
- ab Nr. 102/112: Waller Park mit Waller See neben dem Waller Friedhof. 1928 kaufte die Stadt das Grundstück von den verarmten Gutsparkbesitzern. Gartendirektor Paul Freye plante den Volkspark, der später weiter ausgebaut wurde.[4]

### Kunstobjekte
- Nr. 81: Die Lüben-Bank aus Stein von um 1873 als Stiftung der Bremer Volksschullehrer zur Erinnerung an den Reformer des Bremer Lehrerseminars August Lüben (1804–1873); die Bank wurde hier nach 1950 aufgestellt.[5]